# 富士グランチャンピオンレース
富士グランチャンピオンレース（ふじグランチャンピオンレース）は、1971年（昭和46年）から1989年（平成元年）まで主に富士スピードウェイで開催された自動車レースのシリーズ戦。通称富士GC、GC、グランチャン、グラチャン。
1970年代から1980年代にかけて、全日本F2選手権などと並ぶ日本のトップカテゴリーレースと目され、高い人気を集めたが、1989年いっぱいで休止された。
2002年（平成14年）から2006年（平成18年）まで「GC-21」の名称でシリーズが復活した。
「富士グランドチャンピオンレース」という表記をされることがあるが、誤りである。

## 富士グランチャンピオンレース
1960年代に国内最大の4輪レースだった「日本グランプリ」が1970年に中止となった（日産自動車、トヨタ自動車の不参加が大きな要因と言われる）。会場であった富士スピードウェイは、日本グランプリに代わるビッグレースとして「富士グランチャンピオンレース」（富士GC）を企画。当時、日本の4輪レース統括団体である日本自動車連盟（JAF）は、1971年以降日本グランプリをフォーミュラカーレースとして開催するなどフォーミュラ重視の方針を打ち出していたが、富士スピードウェイ側はこれに反意を示していたと言われる。そのため富士GCは二座席レーシングカーとそれ以下のスポーツカー、特殊グランドツーリングカーまでが参加できる方針になった。
富士GCは1971年（昭和46年）4月25日に第1戦が開催された。年間6レース前後が開催され、各レースの成績（ポイント）を総合して年間チャンピオンが決まる形式だった。全戦、富士スピードウェイが会場だった（1987年まで）。ポイントは決勝1位から10位までの入賞者に20-15-12-10-8-6-4-3-2-1点が与えられ、年間レース開催数が少ないため優勝20ポイントの価値は大きく、1回のノーポイントやリタイヤが年間王者争いでは致命傷となるシリーズだった。
1970年以前の日本グランプリは自動車メーカーのワークス・チーム（ワークスマシン）主体のレースだったが、富士GCはドライバーが中心（主役）のレースという路線を打ち出したことで、当初は若手のプライベート（個人出場）ドライバーが主体となり、レース界の世代交代が進んだとも言われる。後に自動車メーカーの契約ドライバーなども参戦するようになった。
富士GCには「エンジンは市販されているものを使用すること」という意味合いの規定が存在し、自動車メーカーが限定供給するワークスエンジンの使用は禁止されていた。
当初の富士GCはエンジン排気量に制限がなく、二座席レーシングカー (当時国際スポーティング法典の競技車両C部門第7グループ) から特殊グランドツーリングカー (同A部門第4グループ) までの混走だった。1972年からはエンジン排気量2リットルまでの二座席レーシングカーに選手権が掛けられ、以降それに特化したレースに変化していった。1977年ころからは出場者の大半がMCSムーンクラフト製の二座席車を使用していた。
1979年から単座席車 (フォーミュラリブレ・レーシングカー) の参戦が可能になった。当初、各チームは従来の二座席レーシングカーを単座席に改造していたが、1980年以降はF2のシャシーにスポーツカーのカウルを被せ、富士GC用マシンに転用する手法が主流になった。
1987年よりエンジン排気量上限が3.0リットルに変更。
1988年にはスポーツランドSUGOと鈴鹿サーキットでもレースが開催され、3箇所を舞台とすることになり、名称が「グランチャンピオン・シリーズ」に変更された。
1989年には、JAFによって全日本選手権が初めて掛けられた。だが皮肉なことに他カテゴリー（全日本F3000選手権、全日本スポーツプロトタイプカー耐久選手権、全日本ツーリングカー選手権等）の人気が高まったことで観客数の減少傾向が顕著になり、1989年のシーズンをもって長い歴史に幕を閉じた。

### 主な車種・エンジン
1971年（昭和46年）から数年間のシリーズ初期には、ローラ・T160およびマクラーレン・M12 (以上二座席レーシングカー)、ポルシェ・908（プロトタイプ・スポーツカー）、ポルシェ・917（スポーツカー）などの競技用車と、ニッサン・フェアレディ240ZG (特殊グランドツーリングカー) などの乗用車が混走していた。
2,000cc限定以降はマーチやシェブロンのシャーシを中心に、ローラ、GRD、アルピーヌといったマシンが加わった。また、いすゞ、ベルコ、シグマ（現・サード）、マナ、紫電、NOVAといった国産マシンも参戦したが、NOVA・53Sが1978年のチャンピオンマシンとなった以外、目立った成績を挙げることはできなかった。
1979年にシングルシーターが認められてからは、“MCS（ムーンクラフトスペシャル）カウル”を装着した単座席マシンが主流になった。シャーシは当初2座席スポーツカーを改造したものだったが、1980年にマーチ・792シャーシを使用したマシン（ロイスRM-1）が登場し好成績を挙げて以降、F2用シャーシが使われるようになった。
最後期にはF3000用マシン（フォーミュラカー）をベースに富士GC専用に作られたシャーシに加え、マッドハウス、セルモ、R&D、OKAMOTO SPL.などの国産シャーシも登場。ムーンクラフト以外のカウルも多種現れた。
エンジンは最初期にはシボレーV8やコスワース・DFVを搭載したマシンが参戦したが、2,000cc時代に移行してからはBMW・M12/6の活躍が目立った。そのほかハート・BDA、三菱・R39B、マツダ・13B、トヨタ・18R-Gなどが使用された。
特にロータリーエンジンの13Bはペリフェラルポート仕様で安定して300PSを発揮したため、1977年に初優勝を飾った後対BMWエンジンの一番手として健闘し、一時は富士GC出場者の大半がMCS社製カウルに13Bを搭載していた時期もある。BMW対マツダ・ロータリーの時代が長く続いた後、1985年に登場したヤマハ・OX66が大勢を占めた時期もある。1987年に3,000ccへ移行して以降の最後の3年間は、無限ホンダ・MF308と再びコスワース・DFVが大勢を占めた。

### その他
富士GCでは何度か大事故が発生しており、富士スピードウェイのコースレイアウト変更の一つの契機となった。富士GC開始当初は、30度バンクを持つ6kmフルコースが用いられたが、1973年最終戦で中野雅晴が死亡、1974年第2戦で風戸裕と鈴木誠一が死亡するなど重大事故が相次いで発生。1974年の第3戦以降は、危険と判断された30度バンクをカットした4.3kmショートコースが使用されるようになった。
1983年には第2戦前のフリー走行で佐藤文康が最終コーナー入口で事故死し、第4戦の決勝では高橋徹と観客1名が最終コーナー立ち上がりで死亡する事故が発生したため、最終コーナー前にシケイン（通称「Bコーナー」）が設けられ、通過速度を下げる措置が行われた。
F2マシンを富士GCに転用していた当時はウィングカーの全盛期だったが、ウィングカーの特性に起因すると見られる事故がたびたび起こった。前述の1983年の佐藤文康や高橋徹の大事故の原因は、ウイングカーがスピンし後ろ向きに走ると宙に舞い上がりやすい特性を持つためではないか、という意見がある。又、1981年と1983年には松本恵二も同様に突然宙を舞う事故に見舞われている（幸いなことに命に別状はなかった）。これらの説は科学的な検証が十分になされていないという意見もあるが、前に進む事でダウンフォースを得るという事は逆走をすれば当然揚力が発生する事は否定出来ない。後にウィングカーが宙に舞いやすいとの考えを否定する意見も提示されるが、フォーミュラ・レーシングカーに比べGCカーはボディー下面の面積が大きく、ポーポシング等の影響を受けやすい事も指摘されている。
メインレースに加え、ツーリングカーによるマイナーツーリング、シルエットフォーミュラによるスーパーシルエットなどのサポートレースが併催された。日産・スカイラインGT-R対サバンナ・RX-3、BMW・M1対ニッサンターボ軍団、B110サニー対KP47スターレットなど数々の名勝負が繰り広げられた。
富士GCの人気が高く来場者が非常に多かったため、暴走族が示威行動としてレース会場周辺で集会や暴走行為を行い、社会問題に発展した。そのためポスターや入場券などに「不法改造車での入場をお断りいたします」との但し書きが付けられていた時期があった。そのためこの時期の違法改造車は「グラチャン仕様」とも俗称されており、青島文化教材社の発売するプラモデル・ミニカーではシリーズ名でこの名前が使われている。またこの状況を理由の一つとして、1980年代前半には富士スピードウェイの廃止が論議された。
鈴鹿サーキットは富士GC人気にあやかって、1976年に独自でGCレース（年間3戦）を開催。富士GCの主催者はこれに激しく反発し、富士GCのレギュラードライバーに鈴鹿GCへの出場を暗に禁ずる通達を出す事態となった。このため鈴鹿サーキットは同年限りでGCレースの開催を中止し、富士との対抗上の必要から翌1977年より全日本F2000→全日本F2との併催の形で独自の「鈴鹿F2選手権」を発足させた。以上のように、1970年代〜1980年代の日本の4輪モータスポーツ界において、鈴鹿（およびJAF）はフォーミュラカー主体、富士はスポーツカー主体という、住み分け及び対立の構図があった。

### 歴代チャンピオン
| 年     | チャンピオン   | 車名                                            | シャーシ                              | エンジン               | タイヤ |
| ------ | -------------- | ----------------------------------------------- | ------------------------------------- | ---------------------- | ------ |
| 1971年 | 酒井正         | マクラーレンM12 JOLF1240スペシャル              | マクラーレン・M12                     | シボレー               | G F    |
| 1972年 | 鮒子田寛       | シェブロンB21P オンワードスペシャル             | シェブロン・B21P                      | フォード・FVC          | D F    |
| 1973年 | 高原敬武       | ブリヂストンローラT ブリヂストンシェブロンT     | ローラ・T292 シェブロンB23            | フォード・BDA          | B      |
| 1974年 | 長谷見昌弘     | ミノルタマーチSR-T                              | マーチ・73S                           | BMW・M12               | B      |
| 1975年 | 高原敬武       | AGウィンズSPLマーチ スタンレーマーチ            | マーチ・74S                           | BMW・M12               | B      |
| 1976年 | 高原敬武       | 伊太利屋マーチ                                  | マーチ・74S                           | BMW・M12               | B      |
| 1977年 | 生沢徹         | GRD-S74                                         | GRD・S74                              | BMW・M12/7             | B      |
| 1978年 | 星野一義       | PENTAX・UNI-PEX 74S PENTAX 53S                  | マーチ・74S ノバ・53S                 | BMW・M12/7             | B      |
| 1979年 | 中嶋悟         | GRD-S74 MCS MAZDA                               | GRD・S74・MCS                         | BMW・M12/7 マツダ・13B | B      |
| 1980年 | 長谷見昌弘     | BARDAHL 80S                                     | MCS                                   | BMW・M12/7             | B      |
| 1981年 | 藤田直広       | 東京堂スピードスター802 東京堂スピードスター812 | MCS 改/マーチ・802 MCS II/マーチ・812 | BMW・M12/7             | D      |
| 1982年 | 星野一義       | PENTAX81S                                       | MCS II/マーチ・792                    | BMW・M12/7             | B      |
| 1983年 | 松本恵二       | フットワークマーチMCS IV                        | MCS IV/マーチ・822                    | BMW・M12/7             | B      |
| 1984年 | 星野一義       | LARK83S                                         | MCS V/マーチ・832                     | BMW・M12/7             | B      |
| 1985年 | 星野一義       | LARK84S                                         | MCS VI/マーチ・842                    | BMW・M12/7             | B      |
| 1986年 | ジェフ・リース | ムーンクラフトSPL85                             | MCS 7/マーチ・85J                     | ヤマハ・OX66           | B      |
| 1987年 | 星野一義       | LEYTON HOUSE86S                                 | MCS 7改/マーチ・86B                   | フォード・DFV          | B      |
| 1988年 | ジェフ・リース | 伊太利屋マーチ88GC                              | MCS 8/マーチ・88GC                    | 無限・MF308            | B      |
| 1989年 | ジェフ・リース | KAWAI89GC MUGEN                                 | MCS 9/レイナード・89DCG               | 無限・MF308            | B      |

## GC-21
往年の富士GCの盛り上がりを再現することを狙い、2002年（平成14年）に富士スピードウェイが中心となって発足させた新カテゴリー。初年度は、同年のミス・ユニバース日本代表にもなった千葉美苗がイメージガールを務めていた。
マシンは、F3の型落ちシャシーに、ムーンクラフト製のフルカウルを取り付けたものを使用する。エンジンはF3用のものなら何でも使用可能とされたが、事実上はトヨタ・3S-GEのワンメイクとなった（ただしサイレンサーが装備されていないため、エンジン音は大きく異なる）。2004年（平成16年）は、富士スピードウェイの改修の関係から、ツインリンクもてぎやスポーツランドSUGOでもレースが開催された。
当時は年間4～5戦程度が開催された。2002年には後に全日本F3選手権やSUPER GTでチャンピオンになるロニー・クインタレリ、2003年（平成15年）にはタレントのヒロミが参戦するなどの話題もあった。しかし参戦台数は5～6台程度にとどまっており、シリーズ運営が成功しているとは言いがたかった。このため2006年（平成18年）一杯で独自のシリーズ展開は終了した。
一方、2006年（平成18年）に発足した全日本スポーツカー耐久選手権（JLMC）に特認の形で参戦が認められるようになり、元々スプリントレース用の車両と思われていたGC-21の意外な耐久性の高さが示された。しかしJLMCも2007年（平成19年）限りでシリーズを終了し、GC-21の参戦可能なカテゴリーは消滅した。

### 歴代チャンピオン
| 年     | チャンピオン |
| ------ | ------------ |
| 2003年 | 山崎信介     |
| 2004年 | 嵯峨宏紀     |
| 2005年 | 石浦宏明     |
| 2006年 | 宮川やすお   |

## 関連事項
- 日本のモータースポーツ
- 富士スピードウェイ